# Dasyhelea nudipennis
Dasyhelea nudipennis är en tvåvingeart som beskrevs av Jean-Jacques Kieffer 1921. Dasyhelea nudipennis ingår i släktet Dasyhelea och familjen svidknott. Inga underarter finns listade i Catalogue of Life.